# Leszek Rychter
Leszek Rychter (ur. 18 stycznia 1926 w Grodzisku Mazowieckim, zm. 3 lipca 2002 w Sanoku) – polski urzędnik, polityk, przewodniczący Miejskiej Rady Narodowej (MRN) w Sanoku.

## Życiorys

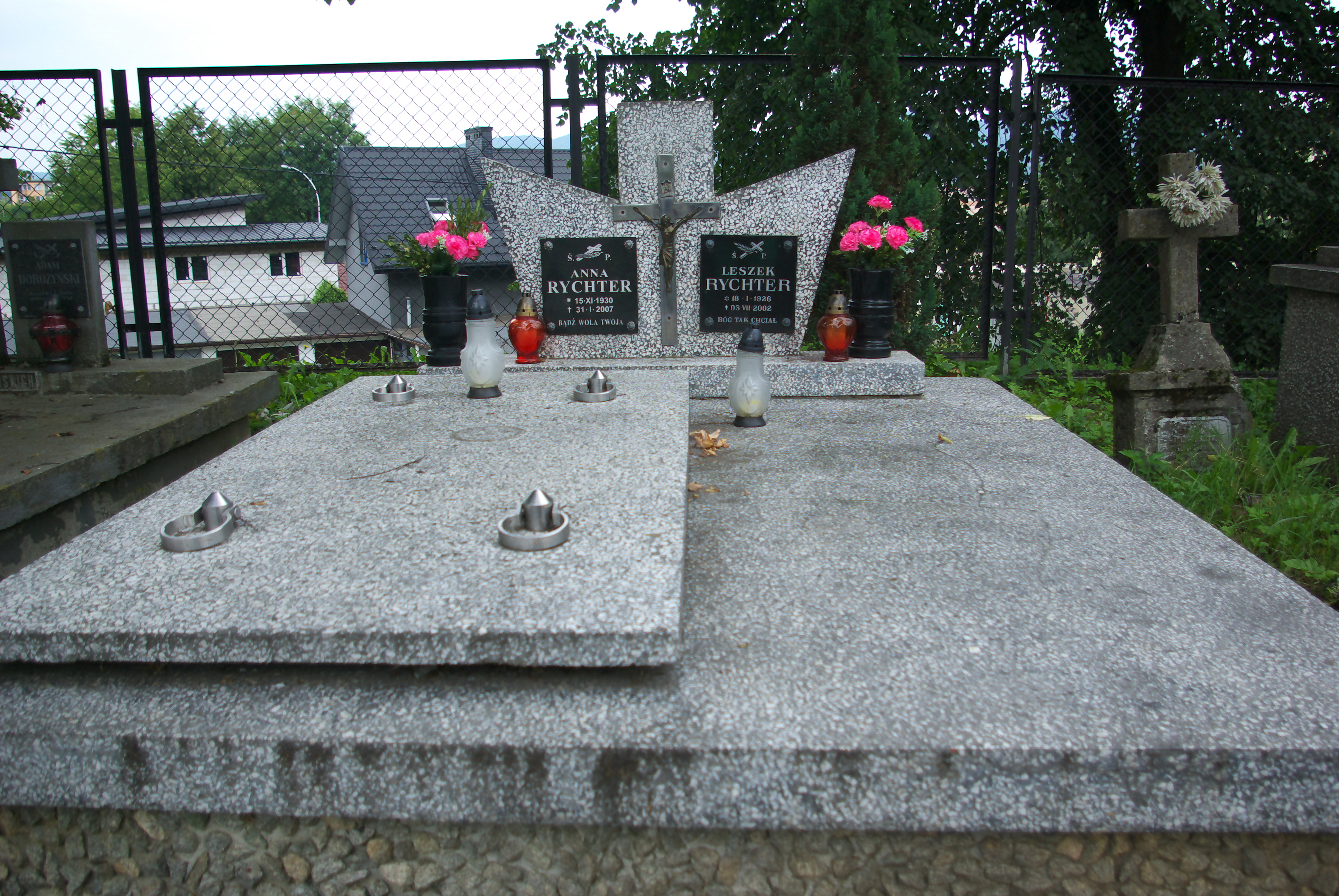
Grobowiec Leszka i Anny Rychterów w Sanoku

Leszek Eugeniusz Rychter urodził się 18 stycznia 1926 w Grodzisku Mazowieckim. Ukończył Szkołę Techniczną Kolejową w Warszawie (1940-1944), gdzie przebywał także podczas okupacji niemieckiej podczas II wojny światowej. Jego krewnymi byli Cewińscy (wuj i ciotka rozstrzelani w Palmirach, kuzyn Eugeniusz Cewiński 1919-1986, był żołnierzem AK ps. „Nenek” i „Rakieta”, hokeistą oraz tenisistą) 
Po wojnie był zatrudniony w Urzędzie Skarbowym w Grodzisku Mazowieckim od 1947 do 1948, następnie zatrudniony na stanowisku szefa kadr w Zjednoczeniu PGR w Warszawie od 1951 do 1955. Od 1955 przebywał w Sanoku, gdzie pracował w Zjednoczeniu PGR, a od 1957 w Ośrodku Transportu Leśnego. W 1973 został absolwentem Liceum Ekonomiczne w Brzozowie.
Został wybrany radnym Miejskiej Rady Narodowej w 1961, w 1965, w 1969. 25 kwietnia 1961 został wybrany zastępcą przewodniczącego Prezydium MRN Jana Łysakowskiego. Od 4 czerwca 1962 do wiosny 1971 pełnił stanowisko przewodniczącego Prezydium MRN w Sanoku. 15 września 1962 dokonał odsłonięcia Pomnika Tadeusza Kościuszki w Sanoku. W latach jego urzędowania w mieście następował rozwój m.in. budownictwa mieszkaniowego oraz dwóch największych fabryk Autosan i Stomil Sanok. Został zastępcą przewodniczącego powołanego 31 stycznia 1968 społecznego komitetu ORMO w Sanoku. Po odejściu ze stanowiska był prezesem Urzędu Stanu Cywilnego w Sanoku. Pod koniec lat 70. był członkiem Miejskiego Komitetu Frontu Jedności Narodu w Sanoku.
Zmarł 3 lipca 2002 w Sanoku. Jego żoną była Anna (1930-2007). Oboje zostali pochowani w grobowcu rodzinnym na Cmentarzu Centralnym w Sanoku.

## Odznaczenia i wyróżnienia
- Krzyż Kawalerski Orderu Odrodzenia Polski (1983)[15][16]
- Odznaka „Zasłużony dla Sanoka” (1981)[17]
- „Jubileuszowy Adres” (1984)[18]